# Брум (город)
Брум (англ. Broome) — город в северо-западной части австралийского штата Западная Австралия, центр графства Брум (англ. Broome Shire).
Население города составляет 14 445 человек (июнь 2018 года).
С юго-восточной стороны города вглубь континента простирается Большая Песчаная пустыня. С XIX века известен как Порт жемчуга. Сегодня в основном это место паломничества туристов.

## История

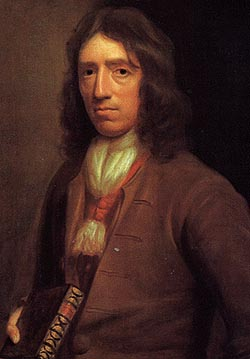
Уильям Дампир

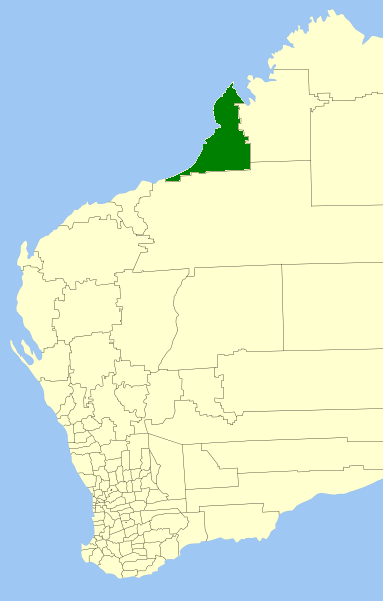
Расположение района

Западное побережье Австралии официально было открыто голландцем Дирком Хартогом в 1616 году. До 1688 года о западном побережье Австралии мало кто знал. Именно тогда английский писатель, художник и пират Уильям Дампир случайно наткнулся на этот берег, идя под парусами пиратского судна «Сигнит». Вернувшись домой, Дампир опубликовал заметки своих путешествий. Его описания и рисунки сильно распалили воображение соотечественников. Из Королевского флота был выделен корабль на освоение Новой Голландии, как тогда называли Австралию.
Экспедицию Дампира на военном корабле «Роубак» сочли неудачной. В её ходе не было открыто ничего нового, а сама экспедиция закончилась печально — прогнивший «Роубак» наполнился водой и затонул. Дампиру удалось спастись. В отчете о своем путешествии он сообщал, что нашёл целую колонию жемчужниц или жемчужных раковин. Только в 1854 году в месте, которое Дампир назвал заливом Шарк, начали добывать жемчуг. Однако промысел жемчуга был успешным лишь отчасти. Одновременно с освоением залива Шарк в заливе Никол, расположенном по соседству, нашли огромных моллюсков, называемых Pinctada maxima. Раковина этого огромного моллюска служила источником лучшего в мире перламутра — сырья для производства пуговиц.
Уже в 1890 году из Брума в Англию ежегодно отправляли перламутра на сумму около 140 000 английских фунтов стерлингов. Хотя в раковинах и находили много ценного жемчуга, он мало ценился. Первые жемчужные магнаты большую часть своего состояния сколотили, занимаясь продажей самих раковин, которые часто доставались ценой немалых жертв — многие аборигены-ныряльщики утонули, стали жертвами акул или медленно умирали от непосильного труда и невыносимых условий работы.
Позже появились ныряльщики из Малайзии и Явы. Когда запасы жемчужниц на мелководье истощились, промысел переместился в глубоководные места. Чтобы добраться до них, пользовались маской с присоединенным к ней длинным шлангом, через который можно было дышать.
Флотилия, занимавшаяся промыслом жемчуга в Бруме, выросла до размеров целой армады в 400 кораблей. Смешение разных культур: азиатской, европейской и культуры аборигенов — привело к созданию уникального конгломерата, который зачастую был и рассадником преступности.
Однако, когда началась Первая мировая война, ситуация на рынке перламутра резко ухудшилась, и брумские магнаты обанкротились. Промысел возродился на короткое время в период между двумя мировыми войнами, но после Второй мировой войны Брум пережил ещё один крах. Изобретение пластмассы, которую вскоре стали использовать для производства пуговиц, снизило спрос на перламутр.
В конце Второй мировой войны австралийская делегация посетила ферму по выращиванию жемчуга в Аго, Япония. Там Микимото Кокичи усовершенствовал метод выращивания жемчуга, помещая в раковину моллюска песчинку. Микимото заверил австралийцев, что в австралийских жемчужницах можно вырастить более крупный жемчуг. Его слова были приняты к сведению, и в 1970-х годах жемчуг, выращенный в австралийских жемчужницах, приобрел славу одного из самых крупных и ценных жемчугов в мире. Жемчужины, выращиваемые в других частях мира, достигают 11 миллиметров в диаметре, а жемчуг, выращенный в здешних местах, может достигать 18 миллиметров в диаметре. Нитка такого крупного жемчуга стоит более 500 тысяч долларов.

## Климат
Хотя Брум и находится в тропиках, в действительности имеет полузасушливый климат. Как и у большинства австралийских тропиков, в Бруме присутствуют два сезона: сухой сезон и влажный. Сухой сезон длится с мая по ноябрь, почти каждый день ясный и максимальные температуры приблизительно 30 °C. Влажный сезон длится с декабря до марта, с максимальной температурой приблизительно 35 °C, с довольно неустойчивыми тропическими ливнями и высокой влажностью. Ежегодное среднее число выпадающих осадков в Бруме составляет 598,9 мм, 76 % которых выпадают с января по март.
Брум восприимчив к тропическим циклонам, наряду с одинаково непредсказуемой природой летних гроз, играющей большую роль в неустойчивой природе осадков. Например, в январе 1922, в Бруме выпало 2,8 мм осадков, в то время как в том же самом месяце 1997 года — 910,8 мм.
| Показатель                                                              | Янв.  | Фев.  | Март  | Апр. | Май  | Июнь | Июль | Авг. | Сен. | Окт. | Нояб. | Дек. | Год   |
| ----------------------------------------------------------------------- | ----- | ----- | ----- | ---- | ---- | ---- | ---- | ---- | ---- | ---- | ----- | ---- | ----- |
| Средний суточный максимум, °C                                           | 33,4  | 33,3  | 34,2  | 34,3 | 31,2 | 28,3 | 27,9 | 29,8 | 31,7 | 32,8 | 33,9  | 34,1 | 32,1  |
| Средний суточный минимум, °C                                            | 26,1  | 26,0  | 25,2  | 22,3 | 18,1 | 15,3 | 14,1 | 15,3 | 18,4 | 22,0 | 24,7  | 26,1 | 21,1  |
| Норма осадков, мм                                                       | 158,4 | 143,5 | 100,9 | 29,8 | 20,7 | 23,3 | 4,3  | 2,6  | 1,2  | 0,7  | 13,3  | 76,8 | 574,9 |
| Источник: http://www.bom.gov.au/climate/averages/tables/cw_003002.shtml |       |       |       |      |      |      |      |      |      |      |       |      |       |

## Кэйбл-бич
Одной из самых известных достопримечательностей Брума является Кэйбл-бич — пляж, вытянувшийся на 7 км от самого города вдоль хорошо асфальтированной дороги. В этом месте в 1889 году был проложен подводный телеграфный кабель, впервые соединивший Австралию с островом Ява и далее с остальным миром, отсюда и название пляжа. Сам берег имеет протяжённость 22,5 км. Берег с чистым белым песком, ежедневно вымывающийся чистой океанической водой, как магнит притягивает к себе туристов. Вода пляжа совершенно прозрачна и имеет бирюзовый оттенок. Для желающих поплавать существуют предостережения с ноября по март, так как в этот период активны ядовитые медузы. На пляже существуют пункты проката четырёхколёсных мотоциклов. Свои услуги предлагают погонщики верблюдов.

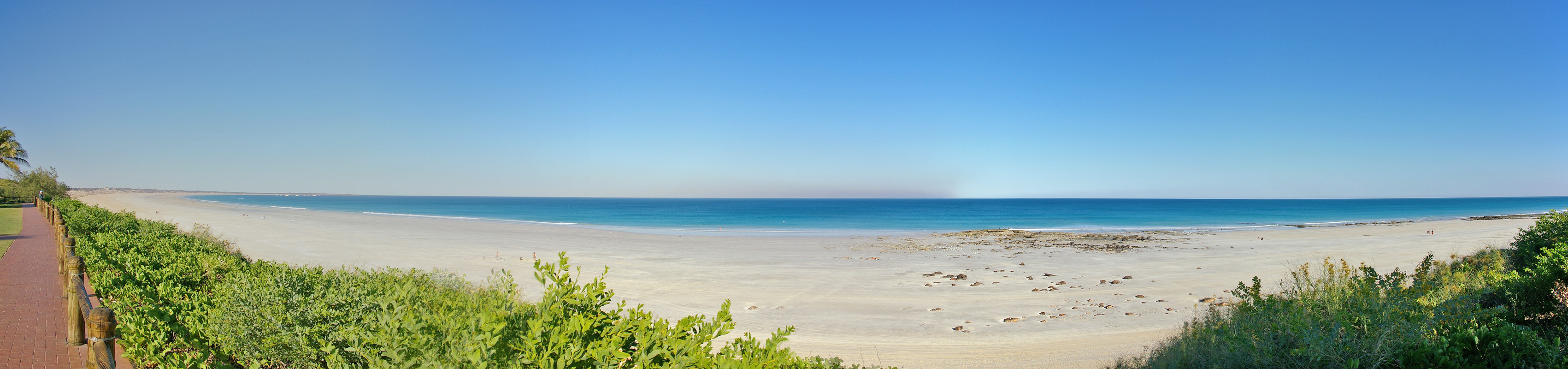
Панорама Кабл-бич.